# Letaj (Albania)
Letaj – wieś położona w północnej części Albanii w gminie Golaj. Wieś znajduje się 116 kilometrów od stolicy państwa, Tirany.

## Demografia
Według spisu ludności z 1989 roku we wsi Letaj mieszkało 597 mieszkańców.